# Hodgkins (cratère)
Hodgkins est un cratère d'impact présent sur la surface de Mercure. 
Le cratère fut ainsi nommé par l'Union astronomique internationale en 2009 en hommage à la peintre néo-zélandaise Frances Hodgkins. 
Son diamètre est de 19 km. Il se situe dans le quadrangle d'Hokusai (quadrangle H-5) de Mercure. 